# Cuara (Venezuela)
Pour les articles homonymes, voir Cuara.
Cuara est la capitale de la paroisse civile de Cuara de la municipalité de Jiménez de l'État de Lara au Venezuela. 